# مسار إشارات Akt/PKB
مسار إشارات اكت أو مسار إشارات PI3K-Akt هو مسار نقل إشارات يعزز البقاء والنمو استجابةً للإشارات خارج الخلوية. البروتينات الرئيسية المشاركة هي PI3K (فوسفوينوسيتيد 3 كيناز) وAkt (بروتين كيناز بي).
التحفيز الأولي بواسطة أحد عوامل النمو يسبب تنشيط مستقبل على سطح الخلية وفسفرة PI3K. يقوم PI3K المنشط بعد ذلك بفسفرة الدهون على غشاء البلازما، مكونًا الرسول الثاني فوسفاتيديلينوسيتول-ثلاثي الفوسفات (PIP3). يُجند اكت، وهو كيناز سيرين/ثريونين، إلى الغشاء عن طريق التفاعل مع مواقع الالتحام الفسفواينوسيتيدية هذه، بحيث يمكن تنشيطه بالكامل. يتوسط اكت المنشط الاستجابات اللاحقة، بما في ذلك بقاء الخلية، والنمو، والتكاثر، وهجرة الخلايا، وتكوين الأوعية الدموية، عن طريق فسفرة مجموعة من البروتينات داخل الخلايا. المسار موجود في جميع خلايا حقيقيات النوى العليا ومحفوظ للغاية.
يُنظم المسار بشكل كبير بواسطة آليات متعددة، غالبًا ما تتضمن تداخلًا مع مسارات إشارات أخرى. يمكن أن تؤدي مشاكل تنظيم مسار PI3K-Akt إلى زيادة في نشاط الإشارات. وقد ارتبط ذلك بمجموعة من الأمراض مثل السرطان والسكري من النوع 2. الخصم الرئيسي لنشاط PI3K هو PTEN (هومولوج الفوسفاتاز والتنسين)، وهو مثبط للأورام غالبًا ما يتحور أو يُفقد في الخلايا السرطانية. يقوم اكت بفسفرة ما يصل إلى 100 مادة مختلفة، مما يؤدي إلى مجموعة واسعة من التأثيرات على الخلايا.

## الآلية

### تفعيل PI3K
هناك أنواع متعددة من فوسفوينوسيتيد 3 كيناز، ولكن الفئة الأولى فقط هي المسؤولة عن فسفرة الدهون استجابةً لمحفزات النمو. تتكون الفئة الأولى من PI3Ks من ثنائيات غير متجانسة تتألف من وحدة بروتين فرعية تنظيمية p85 ووحدة بروتين فرعية تحفيزية p110، سُميت بأوزانها الجزيئية.

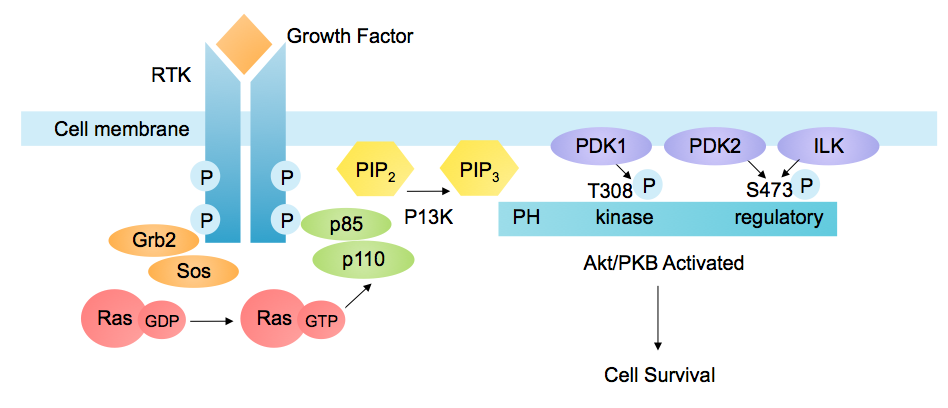
تنشيط مسار PI3K-اكت بواسطة مستقبل تيروزين كيناز

يمكن تنشيط المسار بواسطة مجموعة من الإشارات، بما في ذلك الهرمونات وعوامل النمو ومكونات المصفوفة خارج الخلية (ECM). يُحفز عن طريق ارتباط لَجين خارج الخلية بمستقبل تيروسين كيناز (RTK) في غشاء البلازما، مما يتسبب في ازدواج المستقبل وفسفرة متقاطعة لبقايا التيروسين في المجالات داخل الخلوية. ترتبط الوحدة التنظيمية p85 ببقايا التيروسين المفسفرة على المستقبل المنشط عبر مجال التماثل سارك 2 (SH2) الخاص بها. ثم تقوم بتجنيد الوحدة التحفيزية p110 لتشكيل إنزيم PI3K النشط بالكامل. بدلاً من ذلك، ترتبط جزيء محول بروتين مرتبط بمستقبلات عامل النمو2 (Grb2) بزخارف فوسفو-YXN الخاصة بمستقبل تيروسين كيناز ويجند p85 عبر بروتين سقالة الارتباط مرتبط بمستقبلات عامل النمو2 (GAB).
يمكن أيضًا تجنيد الوحدة p110 بشكل مستقل عن p85. على سبيل المثال، يمكن أن يرتبط بمستقبلات عامل النمو2 أيضًا ببروتين راس-جيف سوس1(مسار إشارات الحساسية المفرطة للملح)، مما يؤدي إلى تنشيط راس. ثم يقوم بروتين راس-جي تي بي بتنشيط الوحدة p110 من PI3K. يمكن لجزيئات محول أخرى مثل ركيزة مستقبل الأنسولين (IRS) أيضًا تنشيط p110.
يمكن أيضًا تنشيط PI3K بواسطة مستقبلات مقترنة بالبروتين ج (GPCR)، عبر ثنائيات ج-بروتين βγ أو راس التي ترتبط بـ PI3K مباشرةً. بالإضافة إلى ذلك، تقوم الوحدة الفرعية Gα بتنشيط إشارات الإنتغرين المعتمدة على سارك والتي يمكن أن تنشط PI3K.

### تكوين الفوسفوينوسيتيد

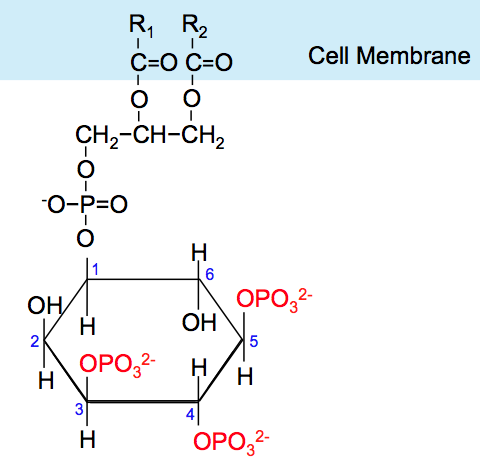
بنية فوسفاتيديلينوسيتول-ثلاثي الفوسفات

PI3K المنشط يحفز إضافة مجموعات الفوسفات إلى موضع 3'-OH في حلقة الإينوزيتول للفوسفوينوزيتيدات (PtdIns)، مما ينتج ثلاثة منتجات دهنية، PI(3)P وPI(3,4)P2 وPI(3,4,5)P3:
فوسفاتيديل إينوزيتول (PI) ← بي اي 3-فوسفات، (PI(4)P) ← PI 3,4-ثنائي الفوسفات، (PI(4,5)P2) ← فوسفاتيديلينوسيتول-ثلاثي الفوسفات
ترتبط هذه الدهون الفوسفورية بالغشاء البلازمي، حيث يمكنها ربط البروتينات داخل الخلية التي تحتوي على مجال بلكسترين هومولوجي (PH) أو FYVE مباشرةً. على سبيل المثال، يرتبط شكل ثلاثي الفوسفات (PI(3,4,5)P3) بـ اكت وكيناز المعتمد على فوسفوينوسيتيد 1(PDK1) بحيث يتراكمون بالقرب من الغشاء.

### تفعيل أكت
يقيم اكت في العصارة الخلوية في هيئة غير نشطة، حتى يُحفز الخلية وينتقل إلى غشاء البلازما. يمتلك نطاق PH الخاص بـ اكت ألفة عالية للرسول الثانوي PI(3,4,5)P3، ويرتبط به بشكل تفضيلي على فوسفاتيديل إينوزيتيدات أخرى. وبالتالي فإن نشاط PI3K ضروري لانتقال اكت إلى الغشاء. يتسبب التفاعل مع فوسفاتيديلينوسيتول-ثلاثي الفوسفات في تغييرات هيكلية وكشف مواقع الفسفرة Thr308 في نطاق الكيناز وSer473 في النطاق الطرفي سي. يُنشط اكت جزئيًا عن طريق فسفرة T308 بواسطة كيناز المعتمد على فوسفوينوسيتيد1. يتطلب التنشيط الكامل فسفرة S473، والتي يمكن تحفيزها بواسطة بروتينات متعددة، بما في ذلك كيناز معتمد على فوسفوينوسيتيد 2 (PDK2)، كيناز مرتبط بالإنتغرين (ILK)، مركب هدف الثدييات من الراباميسين المركب 2 (mTORC2) و كيناز البروتين المعتمد على الحمض النووي (DNA-PK). إن تنظيم فسفرة Ser473 غير مفهوم تمامًا ولكنه قد يتأثر أيضًا بالفسفرة الذاتية بعد فسفرة Thr308. بعد التحفيز، تنخفض مستويات فوسفاتيديلينوسيتول-ثلاثي الفوسفات ويُضعف نشاط اكت عن طريق إزالة الفسفرة بواسطة فوسفاتازات السيرين/ثريونين.

### التنشيط المستقل عن PI3K
على الرغم من أن PI3K هو الوضع الرئيسي لتفعيل اكت، فقد ثبت أن كينازات التيروسين أو السيرين/ثريونين الأخرى تُفعّل اكت بشكل مباشر، استجابةً لعوامل النمو أو الالتهاب أو تلف الحمض النووي. يمكن أن تعمل هذه حتى عند تثبيط نشاط PI3K. أظهرت دراسات أخرى أنه يمكن تنشيط اكت استجابةً للصدمة الحرارية أو الزيادات في تركيز الكالسيوم الخلوي، عبر كيناز كيناز البروتين المعتمد على الكالسيوم/كالمودولين (CAMKK).
| تنشيط الكيناز                                         | موقع فسفرة أكت         | تفاصيل |
| ----------------------------------------------------- | ---------------------- | --- |
| كيناز CDC42 المنشط 1 (Ack1)                           | تير176                 | يرتبط اكت بشكل تفضيلي بحمض الفوسفاتيديك (PA) بدلاً من فوسفاتيديلينوسيتول-ثلاثي الفوسفات مما يسمح بالانتقال إلى غشاء البلازما. |
| بروتين تيروزين كيناز طليعة الجين الورمي اللحمي (سارك) | تير315، تير326         | يتطلب تفاعل مجال SH3 الخاص بسارك والمنطقة الغنية بالبرولين في الطرف الكربوكسيلي لـ اكت.                                      |
| بروتين تيروزين كيناز 6 (PTK6)                         | تير215، تير315 وتير326 | ينشط اكت استجابة لعامل نمو البشرة (EGF)                                                                                      |
| كيناز ١ المرتبط بTANK (TBK1)                          | ثير195 وسير378 وسير473 | استجابة لتنشيط مستقبلات شبيه بالتول في الخلايا البلعمية.                                                                     |
| بروتين كيناز معتمد على الحمض النووي (DNA-PK)          | سير473                 | يُنشط عن طريق كسر الحمض النووي ثنائي السلسلة الناتج عن الإشعاع المؤين.                                                        |

## التنظيم

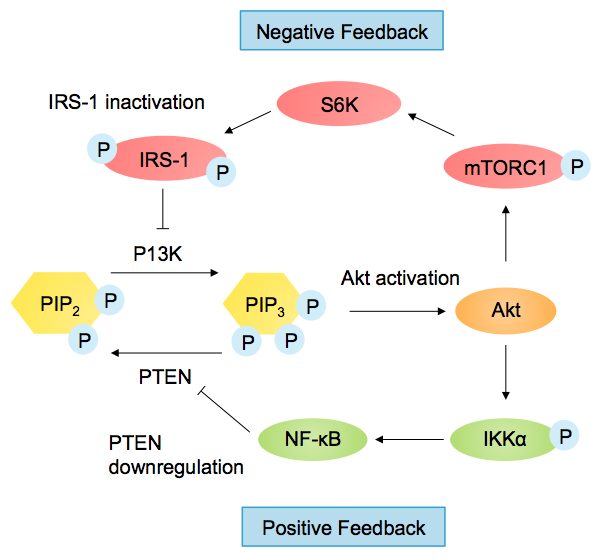
أمثلة على التحكم في التغذية الراجعة في مسار PI3K-Akt

لمسار PI3K-اكت العديد من التأثيرات اللاحقة ويجب تنظيمه بعناية. إحدى طرق التنظيم السلبي للمسار هي عن طريق تقليل مستويات فوسفاتيديلينوسيتول-ثلاثي الفوسفات. يُعاكس مماثل الفُسفاتاز والتِنْسين (PTEN) عمل PI3K عن طريق تحويل PI(3,4,5)P3 إلى PI(4,5)P2. يؤدي فقدان وظيفة فتن إلى فرط تنشيط اكت وهو أمر شائع في الخلايا السرطانية (فتن هو مثبط للأورام). كما يقوم فوسفاتاز الإينوزيتول المحتوي على اس اتش 2 (SHIP) أيضًا بإزالة فسفرة PI(3,4,5)P3، في الموضع 5' من حلقة الإينوزيتول. ينظم مسار PI3K-اكت مستويات فتن من خلال التأثير على نسخه ونشاطه. يُنظم عامل النسخ NF-κB (عامل نووي معزز لسلسلة كابا الخفيفة في الخلايا البائية النشطة)، الذي يُنشط بواسطة اكت، مُنشطات مستقبل منشط لمكاثر البيروكسيسوم-دلتا (PPARβ/δ) وعامل نخر الورم ألفا (TNFα)، اللذين بدورهما يثبطان تعبير فتن. يُنظم NEDD4-1(بروتين مُعبَّر عنه في الخلايا السلفية العصبية ومنخفض التنظيم أثناء النمو)، وهو ليغاز اي3 يتعرف على فتن لتحلله، بواسطة مسار PI3K. لذلك، عندما يُنشط اكت، يُثبط فتن بشكل أكبر في حلقة تغذية راجعة إيجابية.
يُدار المسار أيضًا بواسطة فوسفاتاز البروتين 2ايه (PP2A)، الذي يزيل فسفرة اكت في Thr308، ويزيل فوسفاتاز PHLPP (فوسفاتازات البروتين المحتوية على نطاق PH وتكرارات غنية باللوسين) فسفرة اكت في Ser473. بروتين آخر مهم في تخفيف اكت هو بروتين مُعدِّل الطرف الكربوكسيلي (CTMP). يرتبط هذا البروتين بالنطاق التنظيمي لـ اكت، مما يمنع فسفرته وتنشيطه.
عندما يُنشط المسار بواسطة الأنسولين، يُنظم نسخ ركيزة مستقبل الأنسولين 1 (IRS-1) بشكل سلبي، في حلقة تغذية راجعة سلبية عبر تنشيط مُركَّب هدف الراباميسين في الثدييات1 (mTORC1) واس6كيه1. اس6كيه1 قادر أيضًا على فسفرة ركيزة مستقبل الأنسولين 1 في بقايا سيرين متعددة، مما يمنع الارتباط بمستقبلات كيناز التيروسين (RTKs). آلية أخرى للتحكم في التغذية الراجعة السلبية التي تنظم المسار تشمل عوامل النسخ فوكس او. يتسبب اكت المنشط في تحلل فوكس او، لذلك لم يعد بإمكانه تثبيط فوسفاتاز البروتين 2ايه، مما يؤدي بالتالي إلى انخفاض في فسفرة اكت.

## التأثيرات اللاحقة
بمجرد التنشيط، ينتقل اكت من غشاء البلازما إلى العصارة الخلوية والنواة، حيث توجد العديد من ركائزه. ينظم اكت مجموعة واسعة من البروتينات عن طريق الفسفرة. تحتوي الركائز المستهدفة لـ اكت على تسلسل إجماع أدنى R-X-R-X-X-[Ser/Thr]-Hyd، حيث Hyd هو حمض أميني كاره للماء، على الرغم من أن عوامل أخرى مثل التوطين دون الخلوي والهيكل ثلاثي الأبعاد مهمة. يمكن أن تكون الفسفرة بواسطة اكت مثبطة أو محفزة، إما قمع أو تعزيز نشاط البروتينات المستهدفة.

### بقاء الخلية والاستماتة (موت الخلايا المبرمج)

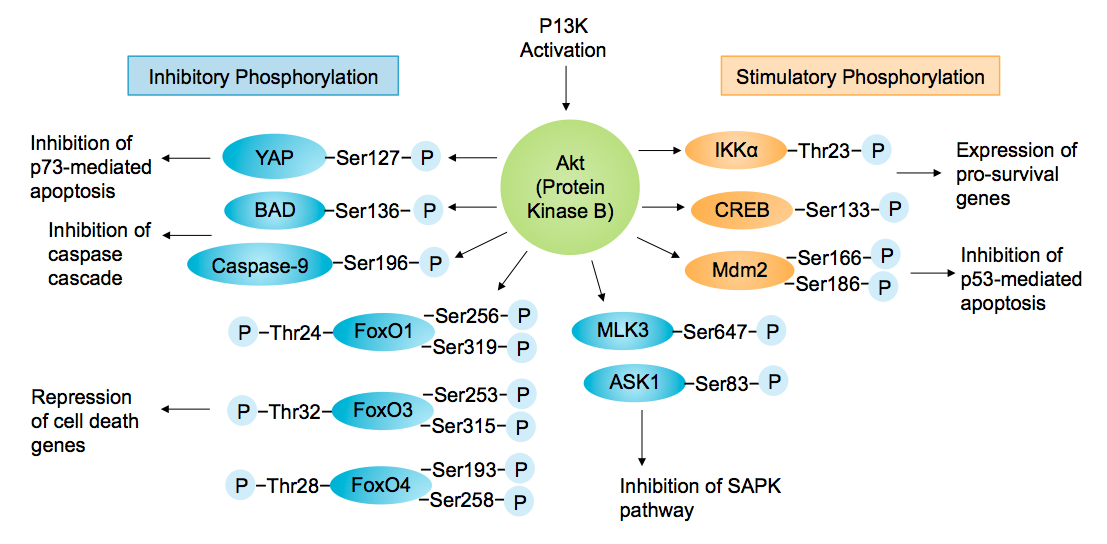
ركائز اكت المشاركة في تعزيز بقاء الخلايا أو منع موت الخلايا المبرمج

يُعتبر مسار اكت-PI3K ضروريًا لبقاء الخلية حيث يؤثر اكت المُنشط على العديد من العوامل المشاركة في الاستماتة، إما عن طريق تنظيم النسخ أو الفسفرة المباشرة. في النواة، يثبط اكت عوامل النسخ التي تُحفز تعبير جينات موت الخلايا، ويُعزز نسخ الجينات المُضادة للاستماتة. من الأمثلة المدروسة جيدًا عوامل نسخ عائلة فوركهيد (فوكس او/FH)، التي تقوم بفسفرة بروتين فوركهيد بوكس او0 (FKHR/FoxO1)، وبروتين فوركهيد بوكس او3 (FKHRL1/FoxO3)، وبروتين فوركهيد بوكس او4 (AFX/FoxO4) فيها بشكل مباشر بواسطة اكت. يُحفز هذه الفسفرة التصدير إلى العصارة الخلوية حيث تُعزل بواسطة بروتينات 14-3-3 وتخضع في النهاية للتحلل عبر مسار اليوبيكويتين-البروتيازوم.
يُنظم اكت أيضًا بشكل إيجابي بعض عوامل النسخ للسماح بتعبير جينات البقاء على قيد الحياة. يستطيع اكت فسفرة وتنشيط انزيم كيناز اي كابا بي الفا (IKKα)، مما يتسبب في تحلل اي كابا بي والانتقال النووي للعامل النووي المعزز لسلسلة كابا الخفيفة في الخلايا البائية النشطة (NF-κB) حيث يُعزز تعبير مثبطات الكاسبيز، وجينات ميب، وليمفوما الخلايا البائية كبيرة الحجم (Bcl-xL). أيضًا لتعزيز بقاء الخلية، يقوم البروتين المرتبط بعنصر الاستجابة لكامپ (كريب) بالفسفرة بواسطة اكت في سير133، مما يُحفز تجنيد البروتين الرابط لكريب (CBP) إلى مُحفز الجينات المستهدفة، مثل عائلة بي سي إل 2. لقد ثبت أيضًا أن اكت يُفسفر جزيء الفأر المزدوج الدقيقة 2 (Mdm2)، وهو مُنظم رئيسي لاستجابات تلف الحمض النووي، في سير166 وسير186. يُؤدي فسفرة Mdm2 بواسطة اكت إلى زيادة نشاط كيوبيكويتين-ليغاز، وبالتالي يُثبط بشكل غير مباشر الاستماتة بوساطة بي53. هدف آخر لـ اكت هو البروتين المرتبط بـ يس (YAP)، الذي تُفسفره في سير127 مما يُؤدي إلى ارتباط 14-3-3 والتموضع السيتوسولي. لذلك، لا يمكنه التنشيط المُشترك للاستماتة بوساطة بي73 استجابةً لتلف الحمض النووي.
يُنظم اكت بشكل سلبي البروتينات المُحفزة للاستماتة عن طريق الفسفرة المباشرة. على سبيل المثال، تُؤدي فسفرة منشط مرتبط بـبي سي إل 2 لموت الخلايا (BAD)، أحد أفراد عائلة بي سي إل 2، على سير136 إلى الانتقال من غشاء الميتوكوندريا إلى العصارة الخلوية، حيث تُعزل بواسطة بروتينات 14-3-3. يُفسفر اكت كاسبيز-9 على سير196، مما يمنع سلسلة الكاسبيز التي تُؤدي إلى موت الخلايا. يُفسفر اكت أيضًا بروتين كيناز منشط بالميتوجين (MAPKKK) قبل مسار كيناز البروتين المُنشط بالإجهاد (SAPK). تُؤدي فسفرة كيناز تنظيم إشارة الاستماتة 1 (ASK1) على سير83 و كيناز السلالة المختلطة 3 (MLK3) على سير674 إلى تثبيط نشاطهما ومنع الاستماتة المُحفزة بواسطة كيناز منشط بالميتوجين.

### التكوين للجسيمات الحالة والالتهام الذاتي
ينظم اكت جين TFEB، وهو متحكم رئيسي في التكوّن الحيوي للجسيمات الحالة، عن طريق الفسفرة المباشرة لـ TFEB عند سيرين 467. يُستبعد TFEB المُفسفر من النواة ويكون أقل نشاطًا. يعزز التثبيط الدوائي لـ اكت الانتقال النووي لـ TFEB، والتكوّن الحيوي للجسيمات الحالة، والالتهام الذاتي.

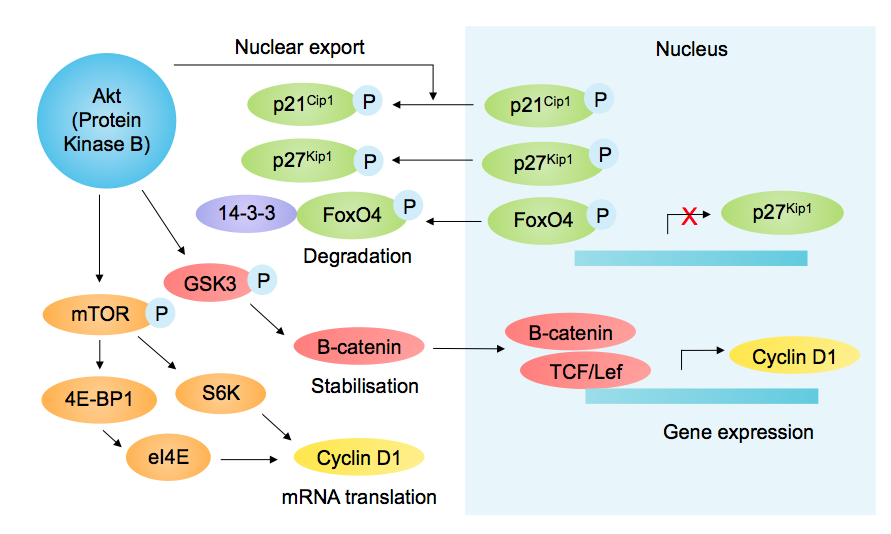
تأثيرات تنشيط اكت على تقدم دورة الخلية

### تَقَدُّم دورة الخلية
يُعزز بروتين كيناز بي (اكت) تقدّم دورة الخلية من المرحلة جي1 إلى المرحلة اس عن طريق فسفرة وتعطيل كيناز سينثاز الجليكوجين 3 (GSK-3) عند سيرين 9. هذا يمنع فسفرة وتحلل يروتين السيكلين دي 1. بالتالي، يُعزز اكت تقدّم المرحلة جي1 في حلقة تغذية راجعة إيجابية. يُعزز اكت ترجمة السيكلين دي1 عبر التنشيط غير المباشر لهدف الثدييات من الراباميسين mTOR. يزيد mTOR من ترجمة السيكلين دي1 عن طريق تنشيط البروتين الريبوسومي اس 6 كيناز S6K، وتثبيط البروتين الرابط لعامل بدء الترجمة حقيقيات النوى 4اي (4E-BP)، وبالتالي زيادة نشاط عامل بدء الترجمة في حقيقيات النوى 4اي eIF4e.
يُنظم اكت بشكل غير مباشر ومباشر مثبطات كينازات السيكلين المعتمدة على السيكلين (CDK) وهي (p21Cip1) و(p27Kip1)، مما يسمح بتقدّم دورة الخلية. يُفسفر اكت بروتين p27kip1 عند ثريونين 157، مما يمنع دخوله إلى النواة. بالإضافة إلى ذلك، يُفسفر اكت ثريونين 145 وسيرين 146 من p21Cip1، مما يمنع ارتباط مستضد نواة الخلية المتكاثرة PCNA ويقلل من الاستقرار. تُؤثر فسفرة اكت لعوامل النسخ بروتينات فورك هيد بوكس أيضًا على دورة الخلية، حيث أن الفسفرة التثبيطية لفورك هيد بوكس او 4 (FoxO4) (المعروف أيضًا باسم AFX) تمنع التعبير عن جين بي27.

### هجرة الخلايا
يقوم اكت بفسفرة العديد من البروتينات المشاركة في بلمرة وتثبيت الهيكل الخلوي للأكتين. في الخلايا الطبيعية، يمكن أن يزيد ذلك من ثبات مكونات الهيكل الخلوي أو يعزز الهجرة عن طريق إعادة التشكيل. ترد الأمثلة أدناه:
- خيوط الأكتين - يقوم اكت بفسفرة الأكتين مباشرة[36]
- مُحسِّن فسفرة اكت (APE)، ويُسمى أيضًا جيردين - يُفسفر في سير1416 مما يتسبب في انتقاله إلى الحافة الأمامية للخيوط، وهو أمر ضروري للهجرة[37]
- مُبادِل الصوديوم والهيدروجين 1 (NHE1) - يُفسفر في سير648، مما يعزز إعادة ترتيب الهيكل الخلوي والهجرة[38]
- بروتين فيلامين أ - يُفسفر في سير2152، مما يعزز هجرة الخلايا بوساطة بروتين الكهيفين-1[39]
- كانك - بروتين يحتوي على تكرار أنكيرين في الكلى - ينظم سلبًا تنشيط RhoA وهجرة الخلايا استجابةً للأنسولين وعامل نمو البشرة EGF[40]
- المعقد المتصلب الدرني 2 (TSC2) - يقوم اكت1 بزعزعة استقرار Rho GTPase، ويثبط تجميع اف-أكتين ويقلل من هجرة الخلايا[41]
- بروتين بالادين - يقوم اكت1 بفسفرة البروتين المرتبط بالأكتين في سير507، مما يعطل الربط المتقاطع لحزم اف-أكتين[42]

يعزز اكت هجرة الخلايا عن طريق التفاعل مع مكونات أخرى للهيكل الخلوي. يُفسفر الفيلامين الوسيط من النوع الثالث، فيمنتين، بواسطة اكت1 في سير39، مما يمنع تحلله. في الخلايا الطبيعية، يحافظ ذلك على ثبات الأنسجة. فسفرة البروتين المرتبط بكيناز الطور اس 2 (Skp2) - سير72 تعزز نشاط ليجاز اليوبيكويتين والتموضع السيتوبلازمي، مما يعزز حركة الخلايا. يقوم اكت بفسفرة جليكوجين سينثاز كيناز-3 بيتا GSK3، مما ينشط بشكل غير مباشر بروتين ربط الأنيبيبات الدقيقة، داء البوليبات الغدي (APC). يُفسفر أكسيد النيتريك سينثاز البطاني (eNOS) في سير1177، مما يؤدي إلى تخليق أكسيد النيتريك وهجرة الخلايا البطانية. بالإضافة إلى ذلك، يُفسفر البروتين المُنشِّط لثلاثي فوسفات الغوانوزين GTPase المُحفِّز للهجرة RhoGAP22 في سير16.

### الإجهاد التأكسدي
في ظل الإجهاد التأكسدي، يُحفِّز مير-126 تنشيط مسار إشارات اكت/PKB. هذا يزيد من الوظيفة البيولوجية للخلايا تحت الإجهاد التأكسدي. هذا مهم في زرع الخلايا السلفية البطانية لعلاج احتشاء عضلة القلب الحاد (AMI) وقد يكون بمثابة نهج علاجي جديد لعلاج احتشاء عضلة القلب الحاد.

## دوره في الإصابة بالسرطان

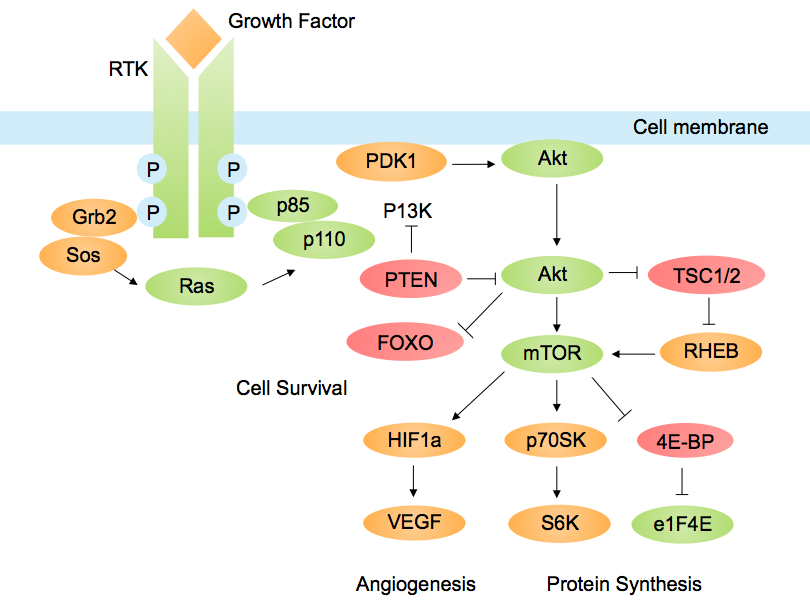
بروتينات مسار PI3K-Akt المتورطة في السرطان. الجينات الورمية (زيادة التفعيل في السرطان) باللون الأخضر وكابتات الأورام (معطلة أو مفقودة في السرطان) باللون الأحمر.

التنشيط الشاذ لـ اكت، إما عن طريق PI3K أو بشكل مستقل عن PI3K، غالبًا ما يرتبط بالأورام الخبيثة. حددت الدراسات تضخيم الجينات لأنواع اكت في العديد من أنواع السرطان، بما في ذلك الأورام الدبقية، وسرطان المبيض، والبنكرياس، والثدي. كما يُنظم اكت بشكل إيجابي من حيث إنتاج الحمض النووي الريبوزي الرسول في سرطان الثدي والبروستاتا. يمكن أن يحدث تعطيل وظيفي لفتن، الخصم الرئيسي لـ PI3K، في الخلايا السرطانية عن طريق طفرة نقطية، أو حذف الجينات أو آليات فوق جينية. يمكن أن تؤثر الطفرة في المسار أيضًا على كينازات التيروسين المستقبلة، وعوامل النمو، و Ras، والوحدة الفرعية p110 لـ PI3K، مما يؤدي إلى نشاط إشارات غير طبيعي. لذلك، فإن العديد من البروتينات في المسار هي أهداف للعلاجات السرطانية. بالإضافة إلى تأثيراته على بقاء الخلية وتقدم دورة الخلية، يعزز مسار PI3K-اكت خصائص أخرى للخلايا السرطانية. فرط نشاط المسار يعزز التحول الظهاري اللحمي (EMT) والانبثاث بسبب تأثيراته على هجرة الخلايا.

### تكوّن الأوعية الدموية
تكوّن الأوعية الدموية، أي تشكيل أوعية دموية جديدة، غالبًا ما يكون حاسمًا لخلايا الورم للبقاء والنمو في الظروف المستنفدة للمغذيات. يُنشط اكت في اتجاه مجرى عامل نمو بطانة الأوعية الدموية (VEGF) في الخلايا البطانية في بطانة الأوعية الدموية، مما يعزز البقاء والنمو. يساهم اكت أيضًا في تكوّن الأوعية الدموية عن طريق تنشيط إنزيم أكسيد النيتريك البطاني (eNOS)، الذي يزيد من إنتاج أكسيد النيتريك (NO). هذا يحفز توسع الأوعية وإعادة تشكيل الأوعية الدموية. تزيد الإشارات عبر مسار PI3K-اكت من ترجمة عوامل محفزة لنقص الأكسجين الفا (HIF1α وHIF2α) عبر هدف الثدييات من الراباميسين mTOR. تعزز العوامل المحفزة لنقص الأكسجين التعبير الجيني عن عامل النمو البطاني الوعائي وإنزيمات تحلل الجلوكوز، مما يسمح بالتمثيل الغذائي في البيئات المستنفدة للأكسجين.

### استقلاب الجلوكوز
في الخلايا السرطانية، يرتبط ارتفاع إشارات اكت بزيادة في استقلاب الجلوكوز، مقارنة بالخلايا الطبيعية. تفضل الخلايا السرطانية التحلل السكري لإنتاج الطاقة على الفسفرة التأكسدية الميتوكوندرية، حتى عندما لا يكون إمداد الأكسجين محدودًا. يُعرف هذا باسم تأثير واربورغ، أو التحلل السكري الهوائي. يؤثر اكت على استقلاب الجلوكوز عن طريق زيادة انتقال ناقلات الجلوكوز GLUT1 وGLUT4 إلى غشاء البلازما، وزيادة تعبير هيكسوكيناز وفَسْفَرة جليكوجين سينثاز كيناز 3 الذي يحفز تخليق الغلايكوجين. كما أنه ينشط إنزيمات التحلل السكري بشكل غير مباشر، عبر عوامل نسخ العوامل المحفزة لنقص الأكسجين وفَسْفَرة فُسْفُوفُرُوكْتُوكِيناز-2 (PFK2) الذي ينشط فُسْفُوفُرُوكْتُوكِيناز-1 (PFK1).

## روابط خارجية
- مسار KEGG: مسار إشارات PI3K-Akt
- CST: موارد إشارات PI3K/Akt